# Fernando Jorge
Fernando Dayan Jorge Enriquez (født 3. december 1998) er en cubansk kanoroer. 
Han konkurrerede i de olympiske lege i Tokyo 2020 og vandt en guldmedalje i mændenes C-2 1000 meter -stævne.